# Philistina tonkinensis
Philistina tonkinensis är en skalbaggsart som beskrevs av Moser 1903. Philistina tonkinensis ingår i släktet Philistina och familjen Cetoniidae. Inga underarter finns listade i Catalogue of Life.